# Le Tueur
Le Tueur is een Franse film van Denys de La Patellière die werd uitgebracht in 1972.

## Verhaal
De seriemoordenaar Georges Gassot slaagt erin te ontsnappen tijdens zijn overbrenging naar een psychiatrische instelling. Le Guen, de hoofdinspecteur die Gassot destijds inrekende, wordt weer ingeschakeld om hem op te speuren. De aanpak van de bijna pensioengerechtigde Le Guen is echter niet in overeenstemming met de moderne methodes van François Tellier, het nieuwe hoofd van de Gerechtelijke Politie.   
Aanvankelijk kan Le Guen Gassot in Marseille localiseren. Gassot heeft daar Gerda, een Duitse prostituee, ontmoet. Le Guen slaagt erin de onderwereld van Marseille wijs te maken dat Gassot hun zaken zal overnemen. Gassot vertrekt uit Marseille en neemt Gerda mee naar Parijs waar Le Guen hem weer achterna zit. Ondertussen slaat Gassot wild om zich heen en schiet iedereen die zijn pad kruist neer. 

## Rolverdeling
| Acteur           | Personage                                                           |
| ---------------- | ------------------------------------------------------------------- |
| Jean Gabin       | hoofdinspecteur Le Guen                                             |
| Fabio Testi      | Georges Gassot, de moordenaar                                       |
| Bernard Blier    | François Tellier, het hoofd van de Gerechtelijke Politie            |
| Uschi Glas       | Gerda, de Duitse prostituee                                         |
| Félix Marten     | inspecteur Louis Campana, de adjunct van Le Guen                    |
| Jacques Richard  | François Gassot, de broer van Georges                               |
| Philippe March   | de psychiater                                                       |
| Jacques Debary   | de commissaris van Marseille                                        |
| Sady Rebbot      | Lucien, de 'Grenoblois'                                             |
| Ginette Garcin   | Lulu, de vriendin van François Gassot                               |
| Gérard Depardieu | Frédo Babasch, de celgenoot van Georges (die hem moet doen spreken) |
| Robert Lombard   | Laurière, de herbergier                                             |